# Aleksander (Kulczycki)
Aleksander, imię świeckie Andriej Kulczycki (ur. ok. 1823 w Kamieniu Szlacheckim, zm. 4 grudnia?/16 grudnia 1888 w Kostromie) – biskup Rosyjskiego Kościoła Prawosławnego.

## Życiorys
Był synem duchownego unickiego. Ukończył prawosławne seminarium duchowne w Wilnie w 1847 i 26 września tego samego roku został wyświęcony na kapłana, po czym skierowany do służby w cerkwi Świętych Piotra i Pawła w Kobryniu. Był równocześnie katechetą i nauczycielem w miejskich szkołach. 3 listopada 1852 został postrzyżony na mnicha, przyjmując imię zakonne Aleksander. W 1857 ukończył studia na Petersburskiej Akademii Duchownej i w tym samym roku na własną prośbę wyjechał do Chin w ramach rosyjskiej misji. Zajmował się nauczaniem języka cerkiewnosłowiańskiego. 
Po powrocie do Rosji, w 1866, został inspektorem seminarium duchownego w Połocku. Trzy lata później otrzymał godność archimandryty. Od sierpnia do listopada 1871 służył w cerkwiach Petersburga, następnie wyjechał na siedem lat do Rzymu jako kapelan cerkwi przy przedstawicielstwie dyplomatycznym Rosji. 
12 marca 1878 został wyświęcony na biskupa taszkenckiego i turkiestańskiego. Jako ordynariusz tejże eparchii założył monaster nad jeziorem Issyk-Kul. Na katedrze pozostał przez pięć lat – następnie został przeniesiony na katedrę kostromską i galicką. Zmarł w 1888 i został pochowany w monasterze św. Hipacego w Kostromie.